# Mausoleo de Mao Zedong
El Mausoleo de Mao Zedong (chino simplificado: 毛主席 纪念堂, chino tradicional: 毛主席 纪念堂, pinyin: Máo Zhǔxí Jiniantang) es el edificio donde se encuentran los restos de Mao Zedong, presidente del Buró Político del Partido Comunista de China a partir de 1943, y líder de dicha agrupación desde 1945 hasta su fallecimiento en 1976. A pesar de que Mao había expresado su deseo de ser cremado, su cuerpo fue embalsamado y ubicado en un mausoleo que comenzó a construirse poco después de su muerte. 
El edificio se encuentra en Pekín, en el centro de la plaza de Tiananmén, emplazado donde anteriormente se erguía la Puerta de China y que fuera la entrada sur de la Ciudad Imperial durante las dinastías Ming y Qing. Los restos del líder están en exhibición permanente para el público.

## Construcción
El inicio de las obras comenzó poco después de la muerte de Mao, el 24 de noviembre de 1976 y se completó el 24 de mayo del año siguiente. Hua Guofeng, quien supervisó el proyecto, dejó su firma inscrita en el edificio. Ciudadanos de toda China estuvieron involucrados en el diseño y la construcción del mausoleo; alrededor de 700 000 personas de diferentes provincias, regiones autónomas y nacionalidades realizaron trabajo voluntario de manera simbólica. Se utilizaron materiales traídos de varias partes del país como granito de la provincia de Sichuan, platos de porcelana de la provincia de Guangdong, pinos de Yan'an en la provincia de Shaanxi, semillas de las montañas Tian Shan en la Región Autónoma de Xinjiang, tierra de Tangshan afectada por un reciente terremoto, piedras de colores de Nanjing, cuarzo de las montañas de Kunlun, troncos de pino de la provincia de Jiangxi y muestras de roca del Monte Everest. También se utilizaron agua y arena del estrecho de Formosa, para enfatizar simbólicamente la soberanía de la República Popular sobre Taiwán. El mausoleo fue cerrado por reformas durante nueve meses en 1997 y abierto nuevamente el 20 de septiembre de ese año.

### Féretro de cristal
El cuerpo de Mao se encuentra dentro de un féretro de cristal. Las partes visibles están rodeadas por una atmósfera seca, mientras que las no visibles están empapadas por un líquido imposible de observar a simple vista. Al finalizar cada día, el cuerpo es bajado hasta un contenedor especial que se mantiene de forma constante a bajas temperaturas. Anualmente, tanto el rostro como las manos son totalmente humedecidas.

## Versiones
Algunas versiones afirman que lo que se encuentra expuesto es una estatua de cera, colocada sobre el cuerpo real.